# Stadtbau Würzburg
Die Stadtbau Würzburg GmbH ist ein Immobilienunternehmen mit Sitz in Würzburg. Als öffentliches Unternehmen und 100%ige Tochter der Stadt Würzburg bewirtschaftet sie eigene Immobilien im Stadtgebiet.

## Unternehmen
Die Stadtbau Würzburg erzielte im Jahr 2021 mit 5.534 in ihrem Besitz befindlichen Wohneinheiten Mieteinnahmen in Höhe von 25,7 Millionen Euro., wobei die durchschnittliche Nettokaltmiete 6,15 €/m² betrug. Mit knapp 10.000 Mietern wohnt fast jeder zwölfte Würzburger in einer Stadtbau-Wohnung. Der Buchwert des Anlagevermögens belief sich auf 328,1 Millionen Euro (Stand: 31. Dezember 2021).
Der Unternehmenszweck besteht laut Handelsregistereintrag vorrangig in der Errichtung, Betreuung, Bewirtschaftung und Verwaltung von Bauten in allen Rechts- und Nutzungsformen, darunter Eigenheime und Eigentumswohnungen.
Die größte Anzahl der Wohnungen befindet sich in den Stadtteilen Zellerau (41 % des Stadtbau-Wohnungsbestandes 2015), Lindleinsmühle (15 %), Heuchelhof (13 %), Frauenland (12 %) und Grombühl (7 %).

## Geschichte
Die Stadtbau Würzburg GmbH entstand 1998 durch Umbenennung aus der 1966 gegründeten Heuchelhofgesellschaft – Städtische Wohnungsbau- und Entwicklungs-GmbH, welche zu diesem Zeitpunkt 2.305 Mietwohnungen in ihrem Besitz hatte. Im selben Jahr wurde die Stadtbau Würzburg GmbH Hauptgesellschafterin der 1934 gegründeten Gemeinnützigen Baugesellschaft für Kleinwohnungen mbH mit damals 3.120 eigenen Wohneinheiten. Zwei Jahre später war die Stadtbau Würzburg GmbH alleinige Gesellschafterin der Gemeinnützigen Baugesellschaft für Kleinwohnungen mbH, im Sommer 2011 erfolgte nach mehr als fünfjähriger Vorbereitung durch Eintragung ins Handelsregister rückwirkend zum 1. Januar 2011 die Fusion der beiden Unternehmen.
Der Gebäudebestand der Stadtbau stammt überwiegend aus zwei Bauperioden, zum größeren Teil (43 %) aus der Zeit von 1946 bis 1960, als die zerstörte Würzburger Innenstadt wiederaufgebaut werden musste, zum anderen Teil aus den 1960er und 1970er Jahren (36 %) mit der Errichtung u. a. der Trabantenstädte am Heuchelhof und in der Lindleinsmühle.
Für das Projekt Neues Wohnen Brunostraße erhielt die Stadtbau den Deutschen Bauherrenpreis 2016 in der Kategorie Neubau, für die von einer Bad Mergentheimer Agentur entwickelte Vermarktungskampagne ihres Immobilienprojektes im Stadtteil Hubland direkt am Gelände der Landesgartenschau gehört sie 2018 zu den Preisträgern des German Design Awards.